# Toyota Camry (XV40)
Toyota Camry (XV40) — легковий автомобіль бізнес-класу, який виготовлявся компанією Toyota з січня 2006 року по липень 2011 року. Модель XV40 прийшла на заміну серії XV30 і була шостим поколінням Toyota Camry. У 2011 році Toyota замінила серію XV40 на XV50.

## Опис

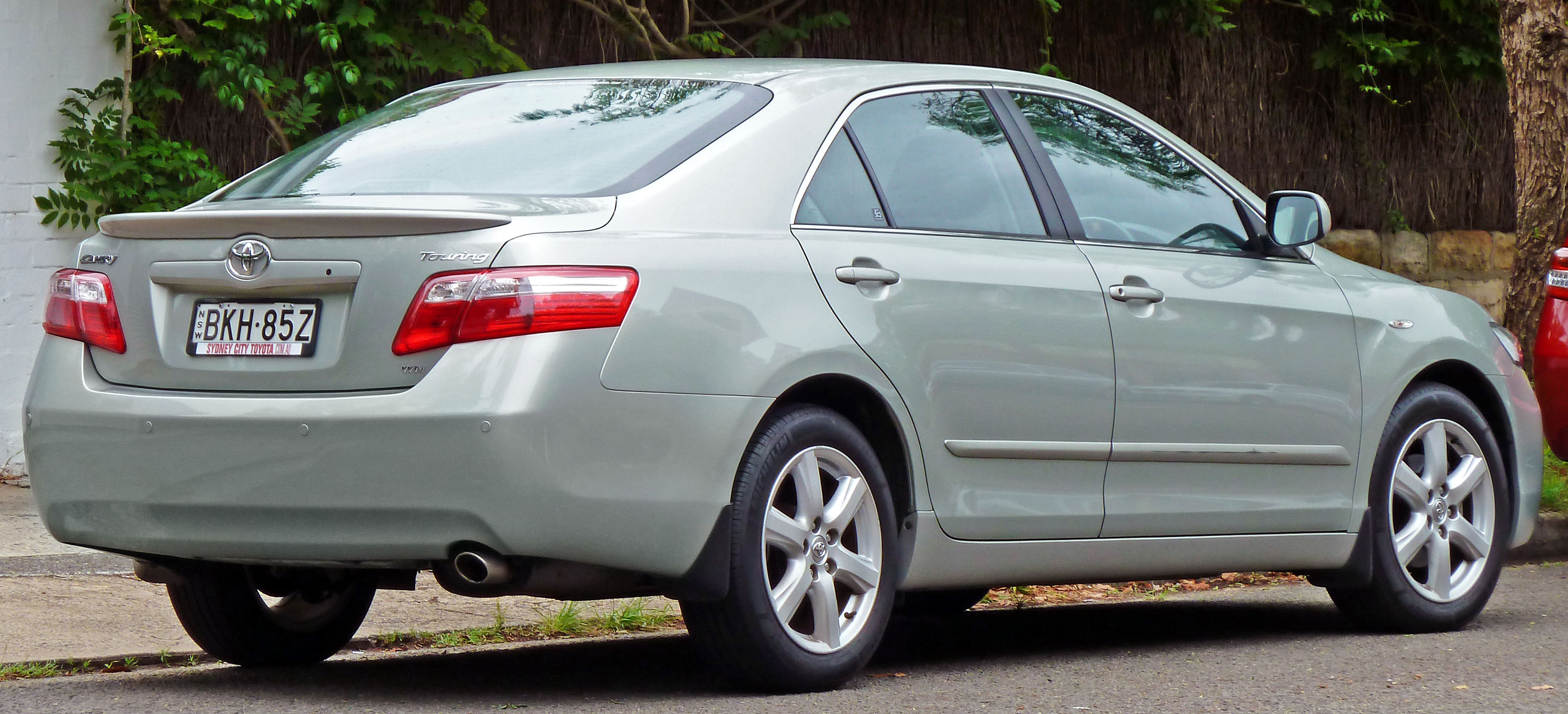
Toyota Camry XV40 (2006-2009)

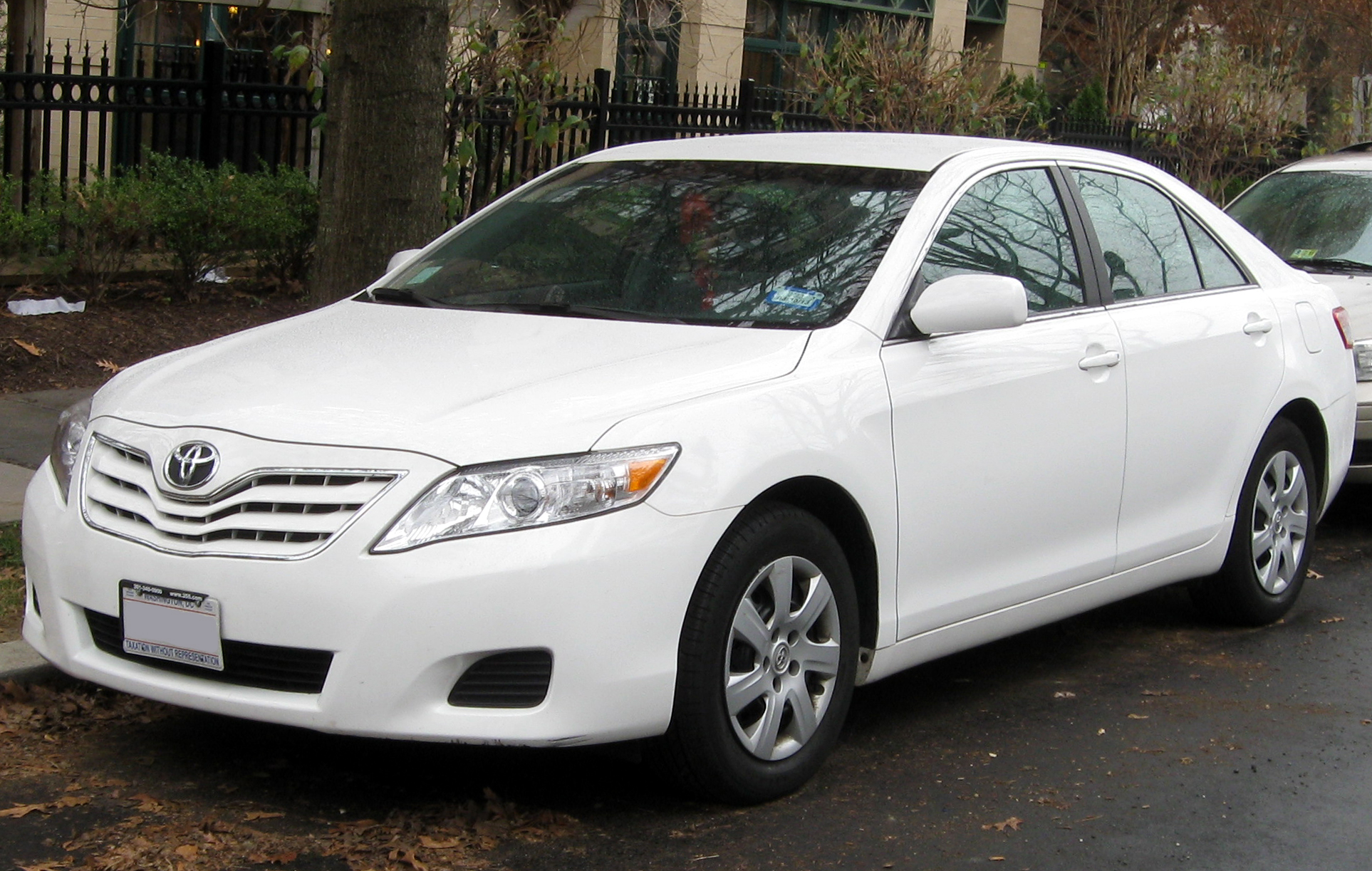
Toyota Camry XV40 (2009-2011)

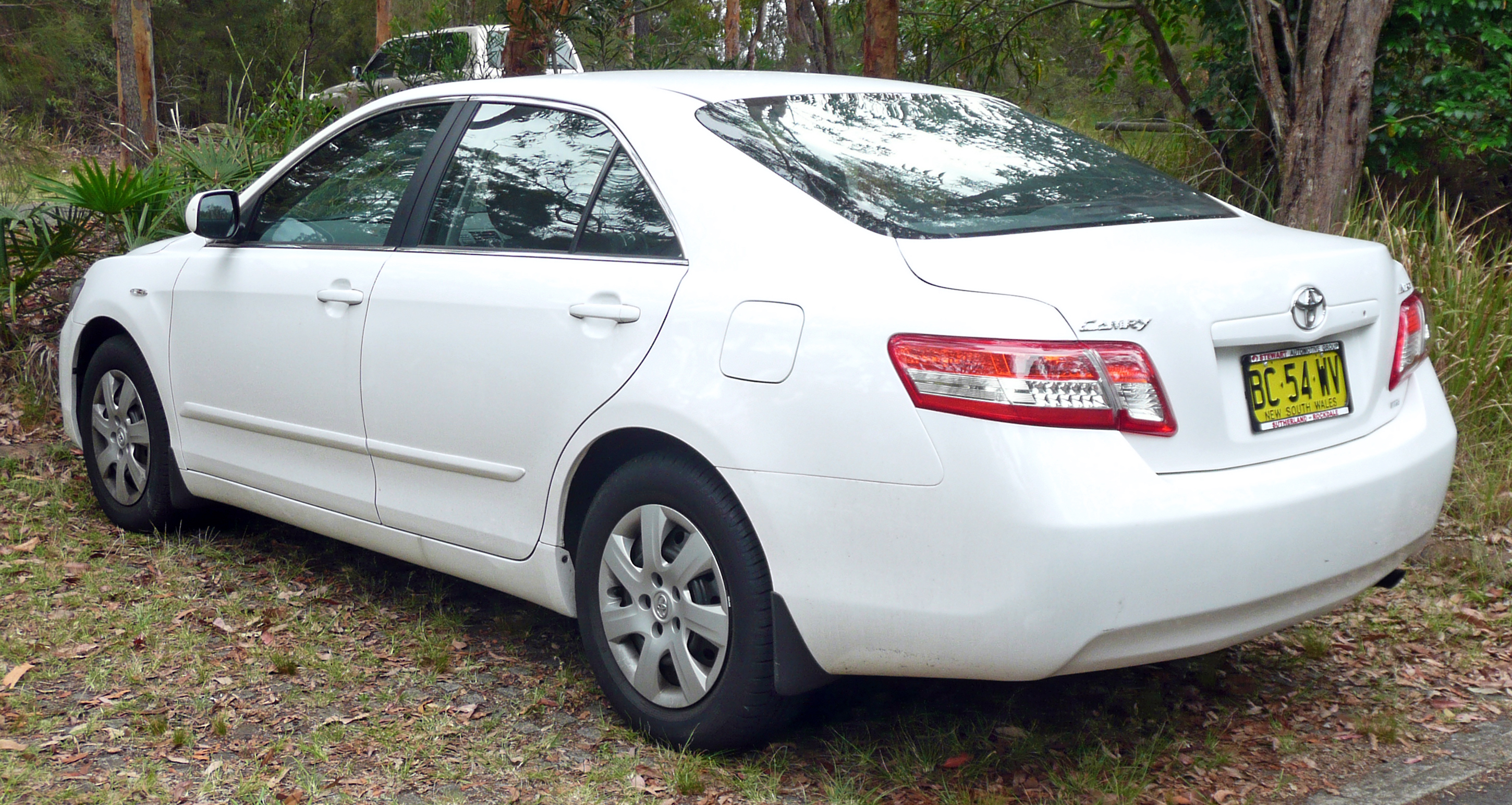
Toyota Camry XV40 (2009-2011)

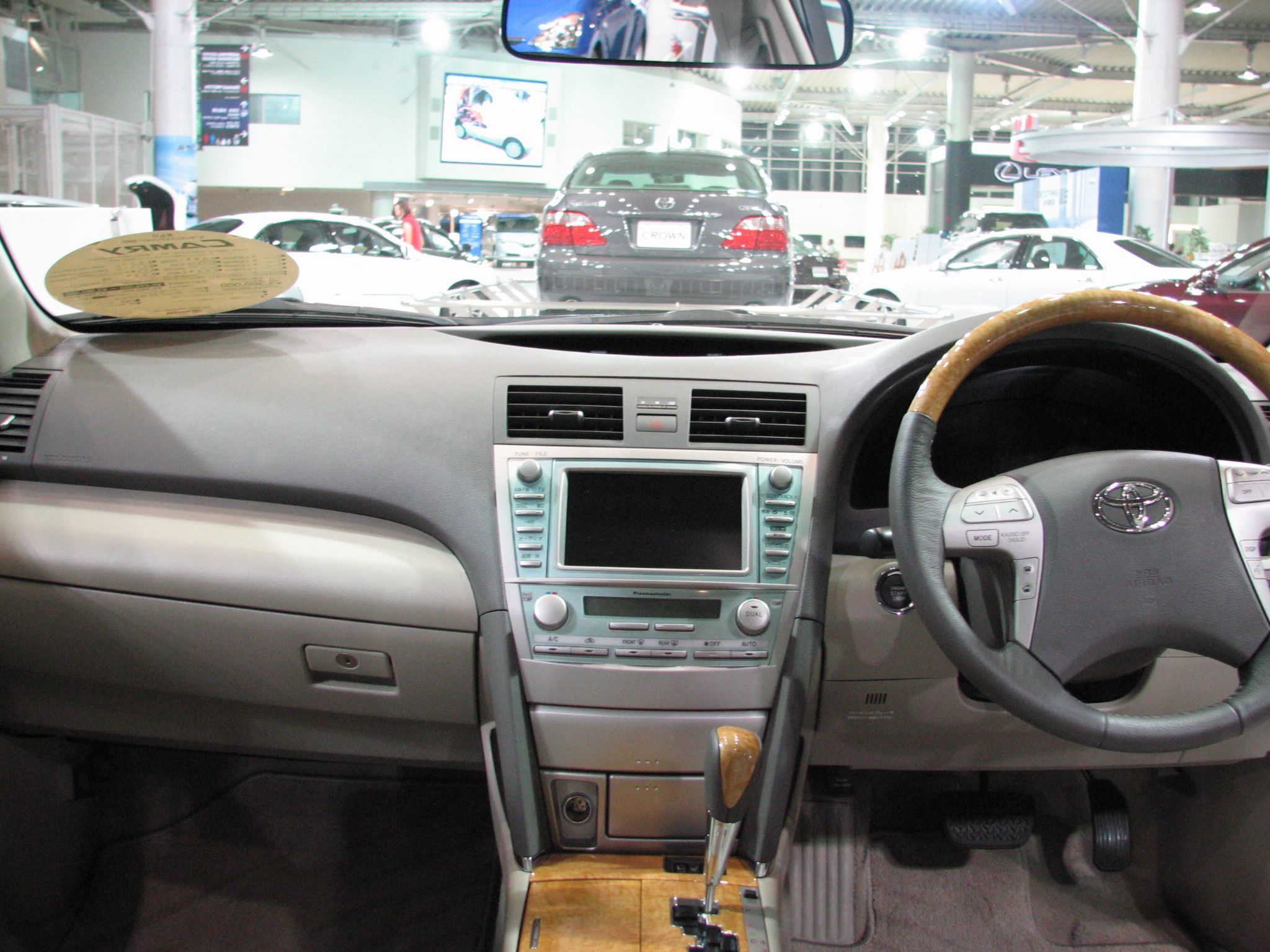
Салон Toyota Camry XV40 (2006-2009)

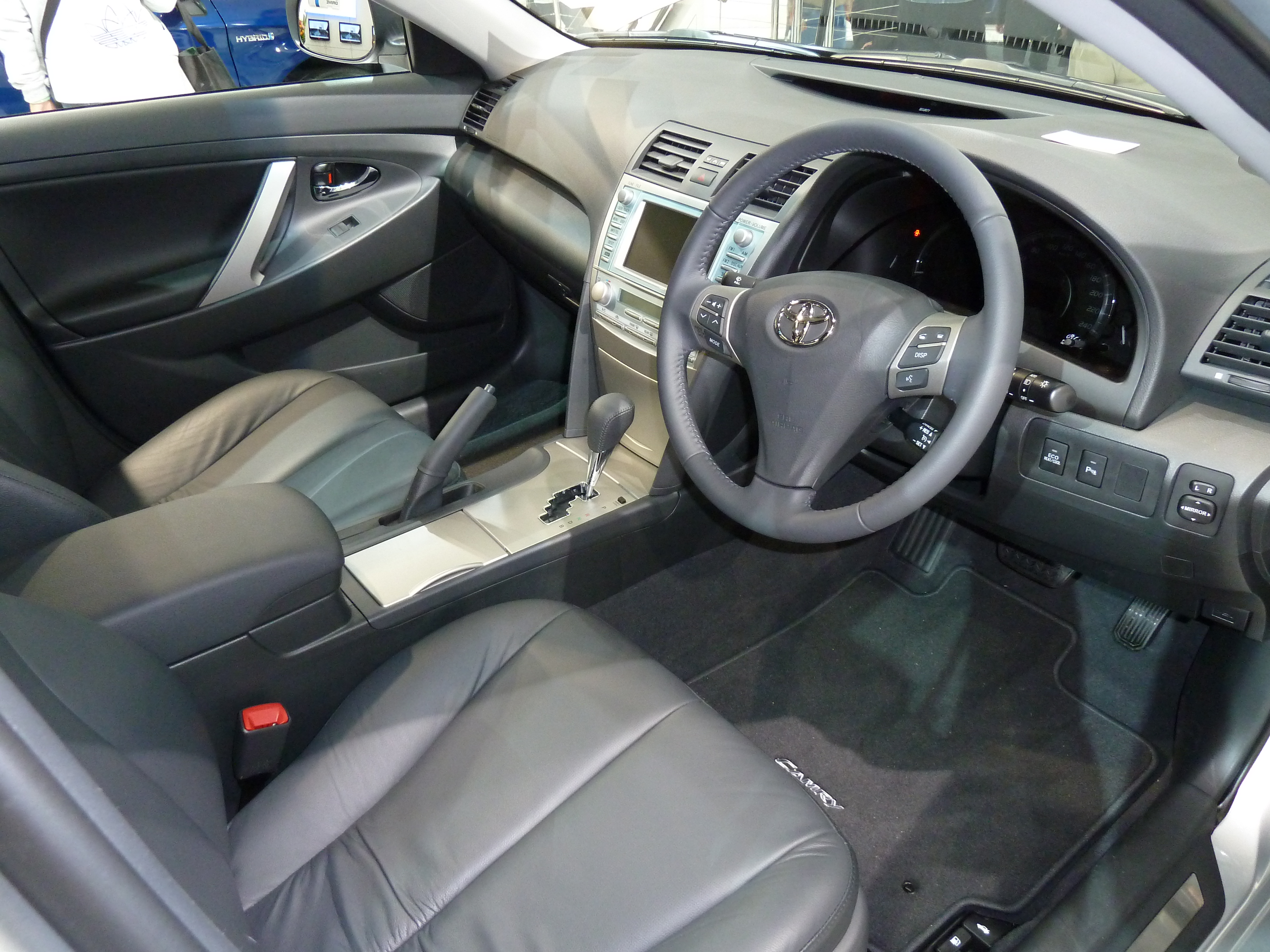
Салон Toyota Camry XV40 (2009-2011)

У 2006 році на автосалоні в Детройті офіційно дебютувало шосте покоління Toyota Camry.
Довжина автомобіля залишилася колишньою, але нова Camry на 20 мм нижча (1470 мм) і на 25 мм ширша (1820 мм) за попередницю. Простір салону збільшили внаслідок розтягування колісної бази до 2775 мм (плюс 55 мм). Зменшити площу скління вдалося внаслідок підйому нижньої кромки скла дверей.
Внутрішнє оздоблення автомобіля добротне і функціональне. Центральна панель, оформлена блакитним склом. Всі Camry оснащені стандартним дисплеєм з показаннями зовнішньої температури, запасу ходу до заправки, середньої швидкості, середньої витрати палива, дистанції з початку поїздки.
Рульове колесо, регульоване по нахилу і вильоту, оброблено вставками з карельської берези, шкірою і металом одночасно. На кермі зліва - управління музикою, а праворуч - температурою. Для боротьби з мікробами, пилом і неприємними запахами передбачений плазмовий іонізатор, що генерує позитивні і негативні іони.
Багажне відділення об'ємом 534 літри в дорогих версіях скорочено до 504 літри, що дозволило регулювати спинку на 8 градусів. Зате сидіння з нерегульованою спинкою складаються в пропорції 60:40.
Бензиновий 4-циліндровий двигун об'ємом 2,4 л модифікували, змінивши головку блоку циліндрів і випускну систему. Потужність силового агрегату зросла з 158 до 167 к.с., знизився рівень вібрації, шуму, зменшився витрата палива (6,9 л/100 км на трасі і 9,8 л/100 км в місті).
Новий двигун V6 об'ємом 3,5 л потужністю 277 к.с. розганяє автомобіль до сотні за 7 секунд. У максимальній комплектації до цього двигуна додається шестиступінчаста коробка. Інженери Toyota примудрилися заощадити в ній 21% деталей в порівнянні з попередньою п'ятиступінчастою. Реакцію автомобіля на різке натиснення газу нова коробка скоротила вдвічі - до 0,5 секунди.
Передня і задня підвіска типу Макферсон, привід передній або повний (AWD).
На все нові Camry встановлюються ABC, EBD, електронна система розподілу гальмівного зусилля і підсилювач екстреного гальмування. Дорогі версії доповнюються системами курсової стійкості, антипробуксовочною системою. При спробі пройти поворот на занадто високій швидкості, не знімаючи ноги з акселератора, електронна система сама придушить двигун і пригальмує потрібні колеса.
Автомобіль також може похвалитися двозонним клімат-контролем, керованим з керма, а 440-ватна аудіосистема JBL може обмінюватися інформацією по протоколу Bluetooth. На новій Camry на дюйм збільшені гальмівні диски слідом за переходом на більший радіус дисків з R15 на R16. Крім того, застосовуються нові гальмівні колодки, що володіють підвищеним на 10% коефіцієнтом тертя. Електронна система екстреного гальмування оцінює швидкість натискання на педаль, і сама розвиває максимальну гальмівне зусилля.
Системи безпеки містять ремені з преднатяжителями і обмежувачами навантаження. Двоступеневі фронтальні подушки, бічні і шторки забезпечують захист по всій довжині салону. Camry оснащується травмобезопасной рульовою колонкою. Захист голови забезпечується енергопоглинаючими матеріалами. Сидіння передбачають захист від плітьових травм хребта і голови.

### Рестайлінг 2009
13 січня 2009 року седан Camry піддався легкому рестайлінгу. Так, оновлена чотирьох дверна модель отримала видозмінені фальшрадіаторні грати і передній бампер, з'явилися повторювачі поворотів на бічних дзеркалах, а також хромована смужка на кришці багажника. Змінилося й оснащення.

### Hybrid

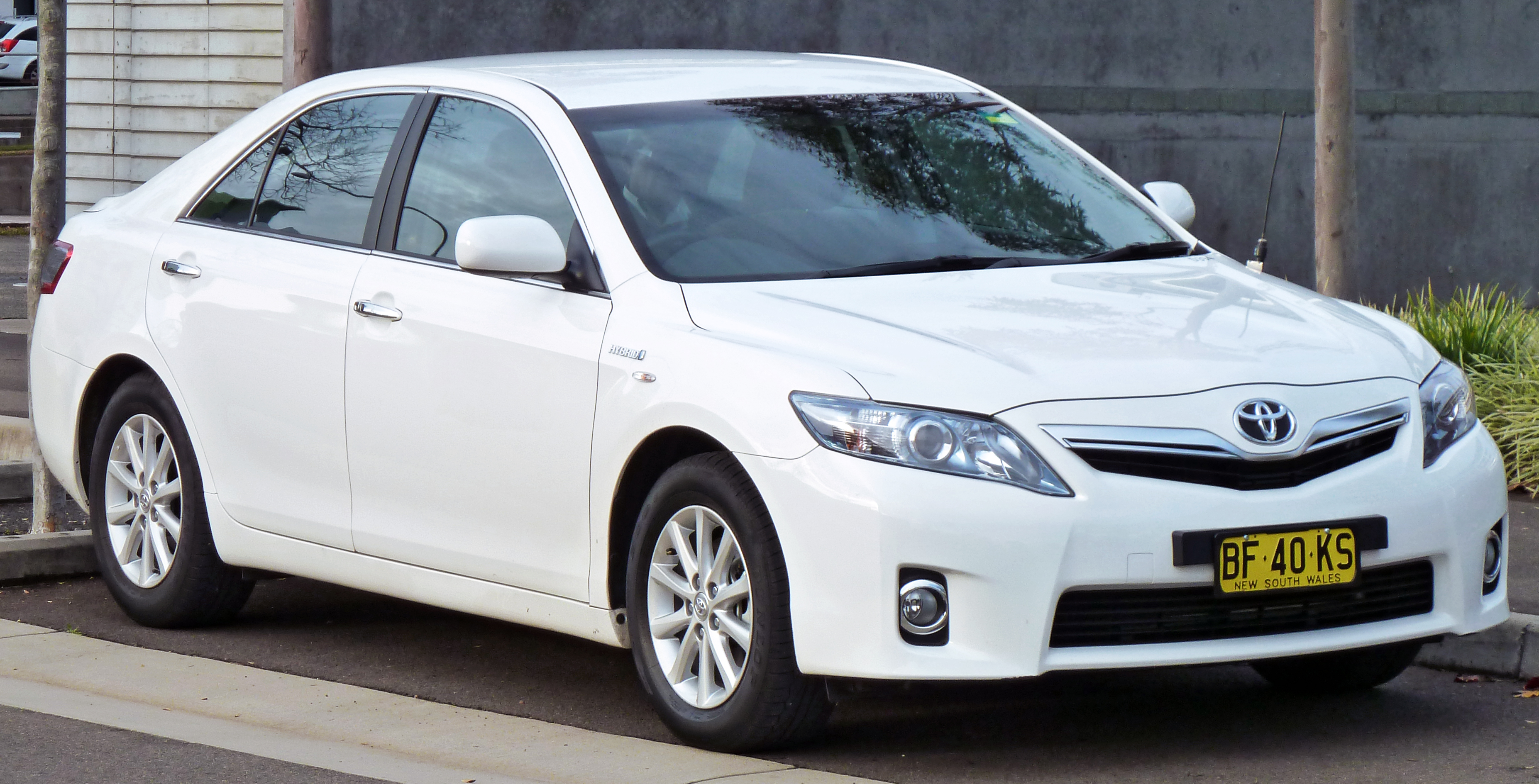
Toyota Hybrid Camry (AHV40R)

Вперше з'явилася і гібридна модифікація автомобіля. У рух автомобіль приводиться бензиновим мотором 2.4 л 2AZ-FXE, що працює в тандемі з електродвигуном потужністю 40 к.с. Таким чином, седан Camry став третьою двояко рухомою моделлю японського автовиробника (до цього були представлені гібридні хетчбек Prius і позашляховик Highlander).

## Двигуни
| Шасі      | Модель | Привід | Двигун                    | Об'єм    | Потужність                                                              | Крутний момент             | Трансмісія                       |
| --------- | ------ | ------ | ------------------------- | -------- | ----------------------------------------------------------------------- | -------------------------- | -------------------------------- |
| Бензинові |        |        |                           |          |                                                                         |                            |                                  |
| XV40      | ACV40  | FWD    | 2.4 л 2AZ-FE I4           | 2362 см³ | 157 к.с. (117 кВт) (AU) 158 к.с. (118 кВт) (NA) 165 к.с. (123 кВт) (JP) | 218 Нм (AU/NA) 224 Нм (JP) | 5-ст. E351 МКПП 5-ст. U250E АКПП |
| XV40      | ACV45  | AWD    | 2.4 л 2AZ-FE I4           | 2362 см³ | 157 к.с. (117 кВт) (AU) 158 к.с. (118 кВт) (NA) 165 к.с. (123 кВт) (JP) | 218 Нм (AU/NA) 224 Нм (JP) | 4-ст. U241E АКПП                 |
| XV40      | AHV40  | FWD    | 2.4 л 2AZ-FXE I4 (hybrid) | 2362 см³ | 188 к.с. (140 кВт) (AU) 187 к.с. (139 кВт) (NA)                         | -                          | e-CVT P311 АКПП                  |
| XV40      | ASV40  | FWD    | 2.5 л 2AR-FE I4           | 2494 см³ | 169 к.с. (126 кВт)                                                      | 167 Нм                     | 6-ст. EB62 МКПП 6-ст. U760E АКПП |
| XV40      | ASV40  | FWD    | 2.5 л 2AR-FE I4           | 2494 см³ | 178 к.с. (133 кВт)                                                      | 171 Нм                     | 6-ст. EB62 МКПП 6-ст. U760E АКПП |
| XV40      | GSV40  | FWD    | 3.5 л 2GR-FE V6           | 3456 см³ | 268 к.с. (200 кВт)                                                      | 336 Нм                     | 6-ст. U660E АКПП                 |